# Li Linghan
Li Linghan (xinès tradicional: 李凌翰, pinyin: Lǐ Línghàn) fon un dibuixant de manhua xinés.
Nascut a Hong Kong d'una família provinent de Panyu, en la seua joventut estudià a Xangai, Hunan i altres llocs. Fou un dibuixant de còmic popular en Hong Kong entre les dècades de 1950 i 1970, formant part de Manhua Shijie. El 1961, estigué entre els artistes que crearen el setmanari en format tabloide Manhua Zhoubao.